# Se enciende la noche
Se enciende la noche fue un programa de televisión español, producido por Mediaset España en colaboración con Cuarzo Producciones para su emisión en el canal Telecinco desde el 19 de noviembre de 2013. El espacio contó con dos días de emisión semanal que fueron presentados por el periodista Jordi González y que se estructuró en dos partes diferenciadas de franja horaria: una en el access prime time y otra en el late night. El formato nació a raíz del éxito precedido por la difusión de la miniserie y los especiales Niños robados, ¿dónde están? en la misma emisora.

## Historia
El 13 de noviembre de 2013, el portal de comunicación Vanitatis publicó que Telecinco se encontraba durante esa semana en la producción de un nuevo espacio semanal con periodicidad fija, tras el éxito de los especiales sobre niños robados ofrecidos por el canal. Asimismo se anunció que el horario del programa estaría fijado en la noche de los martes y los miércoles y que sería presentado por Jordi González. Cabe destacar que este formato se estrena justo la misma semana que la segunda emisora de Atresmedia Televisión, La Sexta, lanza En el aire, un nuevo late show presentado por el cómico catalán Andreu Buenafuente. El 17 de enero de 2014, el diario digital El Mundo publicó que la emisora había decidido paralizar temporalmente la producción de este formato «para redefinir sus contenidos y darle un giro al programa de González».

## Mecánica
Este formato renovado, producido por Cuarzo Producciones, contó con contenidos de actualidad con testimonios así como a varios colaboradores que debatieron en directo.

## Equipo técnico
Los humoristas Nene y Begoña Guillén, intervinieron en la sección «La entrevista» donde crearon divertidas situaciones para los invitados; las reporteras Pepa Peláez y Elena Ortega, mostraron su lado más humano de las noticias en la sección «Actualidad»; la actriz Pepa Charro, «La terremoto de Alcorcón», analizó desde la ironía y el humor la actualidad y el mundo televisivo en «La otra cara»; y los periodistas Marta Márquez y Uri Sàbat recogieron las múltiples caras, con sus personajes y ambientes más noctámbulos de «La noche». Asimismo, los colaboradores habituales de diferentes programas de la cadena, Carmen Alcayde, Boris Izaguirre, Luis Rollán y Belén Rodríguez, formaron equipo para opinar en las distintas secciones del espacio.

## Episodios y audiencias
| Temporada | Temporada | Episodios | Estreno                 | Final               | Audiencia    | Audiencia | Audiencia |
| Temporada | Temporada | Episodios | Estreno                 | Final               | Espectadores | Cuota     |           |
| --------- | --------- | --------- | ----------------------- | ------------------- | ------------ | --------- | --------- |
|           | 1         | 10        | 19 de noviembre de 2013 | 15 de enero de 2014 | 641 000      | 10,8%     |           |

### Primera temporada (2013-2014)
| N.º (serie) | N.º (temp.) | Título                                               | Fecha de emisión        | Audiencia       |
| 1           | 1           | «Carlos Baute apadrina el estreno»                   | 19 de noviembre de 2013 | 620 000 (10,7%) |
| 2           | 2           | «Auryn presentan videoclip»                          | 20 de noviembre de 2013 | 482 000 (10,7%) |
| 3           | 3           | «Enciende LQSA»                                      | 26 de noviembre de 2013 | 429 000 (8,0%)  |
| 4           | 4           | «Cara a cara con el pederasta»                       | 3 de diciembre de 2013  | 567 000 (10,7%) |
| 5           | 5           | «Niños robados»                                      | 10 de diciembre de 2013 | 700 000 (12,5%) |
| 6           | 6           | «Navidad en crisis»                                  | 17 de diciembre de 2013 | 694 000 (12,0%) |
| 7           | 7           | «Hijas robadas»                                      | 7 de enero de 2014      | 624 000 (10,9%) |
| 8           | 8           | «Desaparecidos en Mallorca»                          | 8 de enero de 2014      | 798 000 (11,2%) |
| 9           | 9           | «El padre de Malén Ortiz responde a las acusaciones» | 14 de enero de 2014     | 735 000 (10,4%) |
| 10          | 10          | «Nuevos casos de robo de bebés»                      | 15 de enero de 2014     | 761 000 (10,6%) |